# Chief technology officer
Chief technology officer (CTO) (znany również jako dyrektor ds. technologii) – rola w korporacjach, której zadaniem jest zarządzanie operacjami technicznymi organizacji. Nadzoruje i kontroluje ona prace rozwojowe oraz pełni funkcję doradcy technicznego dla pracowników najwyższego szczebla, takiego jak CEO.
Rola CTO jest mocno powiązana z rolą chief information officer (CIO). CTO podejmuje decyzje związane z ogółem technologii używanych w korporacji, gdzie CIO jest odpowiedzialny za wewnętrzne operacje przetwarzania informacji. Szczegółowa definicja ról jest różna w zależności od firmy i struktury organizacji.

## Historia
Po II wojnie światowej duże korporacje w systemie common law zakładały laboratoria badawcze w miejscach oddalonych od ich siedzib. Celem korporacji było zatrudnianie naukowców i udostępnianie im pomieszczeń, w których mogliby prowadzić badania na rzecz firmy, bez obciążania ich codzienną pracą biurową. Stąd wziął się pomysł, aby CTO skupiał się na ogólnej infrastrukturze technologicznej.
W tamtym czasie dyrektor laboratorium był wiceprezesem korporacji i nie brał udziału w podejmowaniu decyzji korporacyjnych przedsiębiorstwa. Zamiast tego dyrektor techniczny był osobą odpowiedzialną za przyciąganie nowych naukowców, prowadzenie badań i rozwijanie produktów.
W latach 80. rola dyrektorów badań uległa zasadniczej zmianie. Ponieważ technologia stawała się podstawową częścią rozwoju większości produktów i usług w Stanach Zjednoczonych, firmy potrzebowały dyrektora operacyjnego, który potrafiłby zrozumieć techniczną stronę produktu i doradzić w kwestii sposobów jego udoskonalenia i rozwoju.
Wszystko to doprowadziło do utworzenia stanowiska CTO w dużych firmach pod koniec lat 80. XX wieku wraz z rozwojem branży technologii informatycznych i firm komputerowych (internetowych).

## Znani dyrektorzy ds. technologii
- Werner Vogels – CTO i VP w Amazon
- Mark Russinovich – CTO Microsoft Azure
- Greg Brockman – współzałożyciel i pierwszy CTO OpenAI
- John Carmack – twórca gier i CTO Oculus VR do czasu przejęcia jej przez Meta